# Mitromorpha wilhelminae
Mitromorpha wilhelminae é uma espécie de gastrópode do gênero Mitromorpha, pertencente a família Mitromorphidae.